# Mesorhabdus gracilis
Mesorhabdus gracilis är en kräftdjursart som beskrevs av Sars 1907. Mesorhabdus gracilis ingår i släktet Mesorhabdus och familjen Heterorhabdidae. Inga underarter finns listade i Catalogue of Life.